# Aérodrome de l'île aux Oiseaux
L'aérodrome de l'île aux Oiseaux (code IATA : BDI • code OACI : FSSB) dessert l'Île aux Oiseaux, une petite île à environ 100 kilomètres au nord-ouest de Victoria, la capitale des Seychelles.

L'aérodrome est desservi par Air Seychelles, depuis l'aéroport international des Seychelles situé sur l'île de Mahé.
L'aérodrome possède une unique piste, longue de 920 mètres

## Situation sur carte
| Alphonse Assomption île aux Oiseaux Coëtivy D'Arros Denis Desroches Farquhar Frégate Marie Louise Platte Praslin Remire Mahé |

## Compagnie aérienne et destination
| Compagnies     | Destinations                  |
| -------------- | ----------------------------- |
| Air Seychelles | Mahé-Seychelles international |

Edité le 2/12/2023